# Abbazia di Hauterive
L'abbazia di Hauterive sorge su un'ansa del fiume Sarine, nel comune di Hauterive del canton Friburgo, in Svizzera.

## Storia
L'abbazia venne fondata tra il 1132 e il 1137 dal barone Guillaume de Glâne, che in seguito venne sepolto nella cappella del convento. Il barone chiamò monaci cistercensi dall'abbazia di Cherlieu nell'attuale Alta Saona in Francia a erigere un monastero nelle sue terre nella diocesi di Losanna. La consacrazione con il nome di Abbatia sancte Marie de Altaripa avvenne il 25 febbraio del 1138 a cui fece seguito nel 1142 la conferma da parte di papa Innocenzo II.

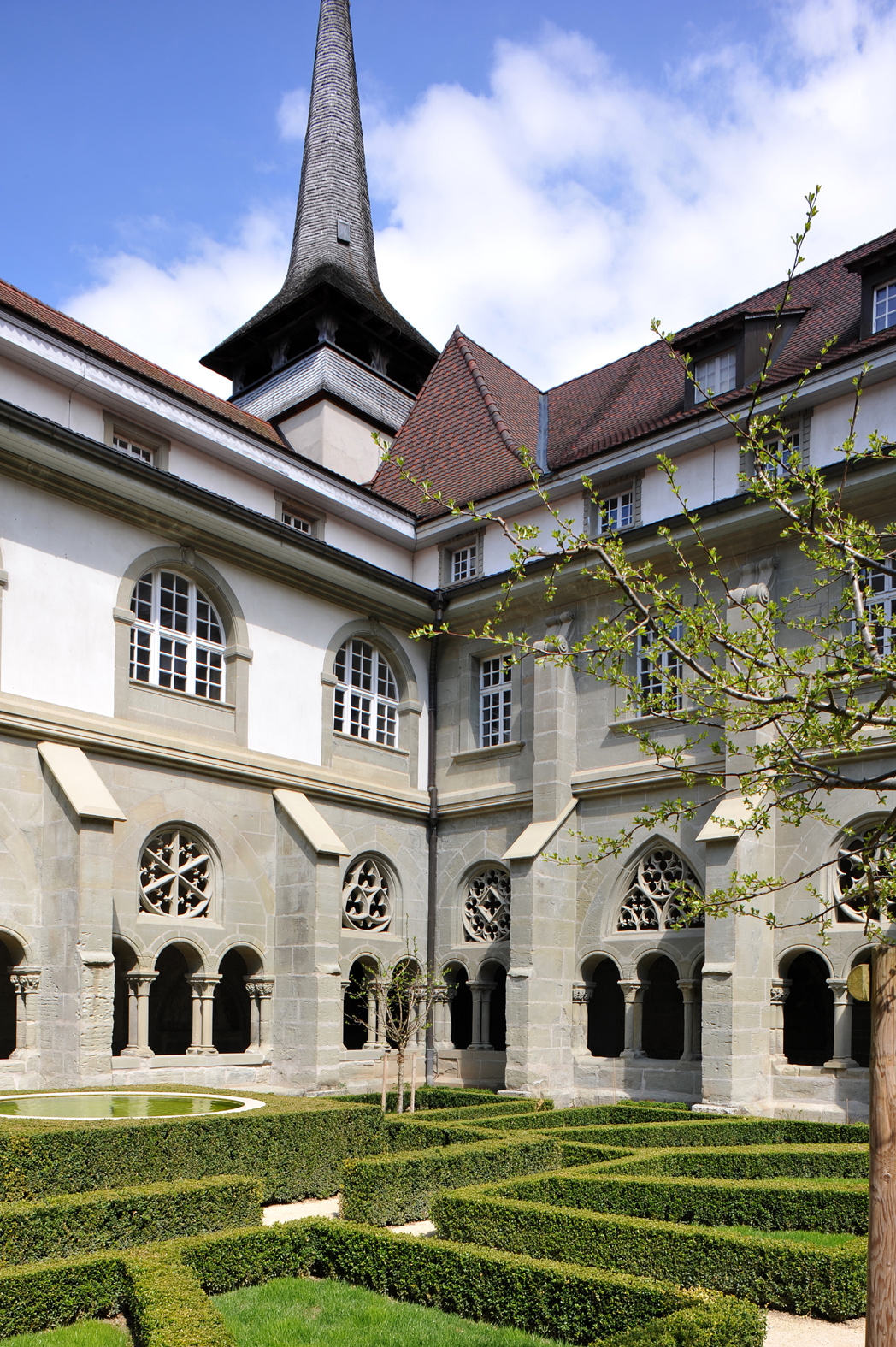
Chiostro

Tra il dodicesimo e XIII secolo conobbe un grande sviluppo culturale ed economico grazie al sostegno della nobiltà locale dei vescovi di Losanna, in quel periodo vi si contavano tra i 30 e i 40 monaci e fino a 50 conversi.
Il chiostro e la chiesa appartengono all'impianto romanico cistercense originale. Tra il 1320 e il 1328 nel chiostro si innalzarono delle finestre a triforo mentre la chiesa venne ampliata con l'aggiunta di un coro di stile gotico illuminata da una vetrata contenuta in una finestra traforata e suddivisa in sei parti.

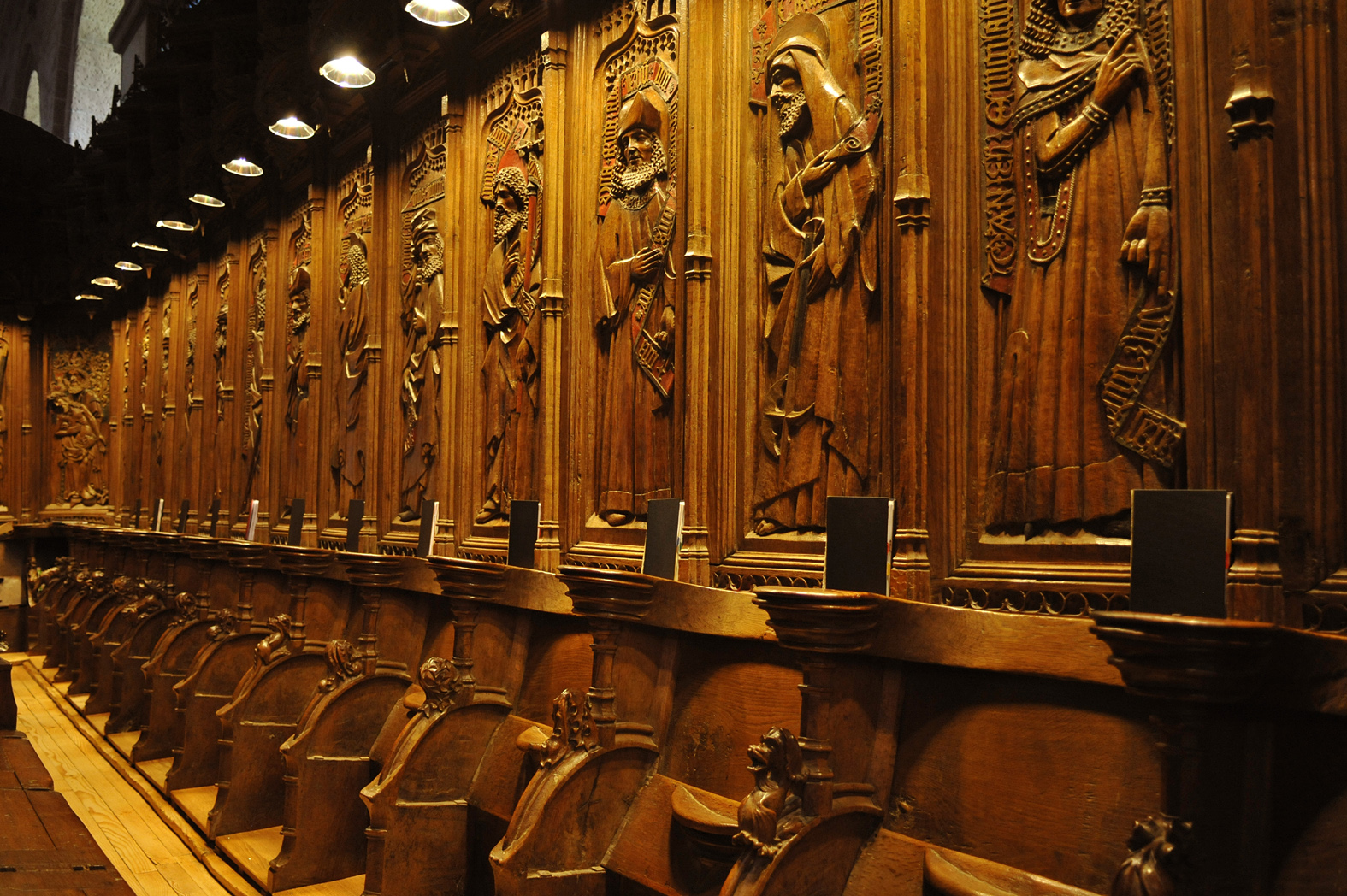
Stalli lignei

Tra il 1472 e il 1488 vennero realizzati i pregevoli stalli tardogotici del coro. Nel XVI secolo il canton Friburgo si impegno a fondo nel rinnovo del convento caduto in declino e vi nominò un amministratore laico. Nel 1618 il convento divenne membro della congregazione cistercense della Germania meridionale e dal 1806 della congregazione cistercense svizzera. Tra il 1715 e il 1742 sotto la guida dell'abate Henri de Fivaz, si edificò un nuovo edificio conventuale in stile barocco. Nel 1848 i beni conventuali vennero incamerati dal cantone. L'importante archivio e la biblioteca vennero trasferiti a Frigurgo. L'edificio per un secolo venne utilizzato come scuola, da prima di agraria in seguito da una magistrale.
Dal 1939 il convento ritorna ad essere occupato da monaci provenienti da Wettingen-Mehrerau e nel 1973 eretto nuovamente ad abbazia. Nell'agosto 2006 viene inaugurato il nuovo chiostro, disegnato dall'architetto belga Jacques Wirtz.

## Abati
- Etienne (?), 1139
- Girard, 1142-1157
- Wilhelm I., 1157/1162
- Astralabius, 1162-1171
- Wilhelm II., 1172-1174
- Hugo I. von Corbières, 1181-1192
- Ulrich von Matran, 1192-1196
- Wilhelm II. de la Roche, 1190 (?), 1196-1200
- Johann von Releport, 1201-1228
- Hugo II. von Jegenstorf, 1230-1233
- Peter Rych, 1320–1328
- Peter von Affry, 1404–1449
- Jean Philibert, 1472–1488
- Guillaume Moënnat, 1616–1640
- Henri de Fivaz, 1715–1742
- Bernhard Emmanuel von Lenzburg, 1761–1795
- Chiusura del convento 1848-1939
- Sighard Kleiner, Priore 1939–1950
- Bernard Kaul, 1950–1973 Priore, 1973–1994 Abate
- Mauro-Giuseppe Lepori, 1994-2010
- Marc de Pothuau, settembre 2010